# Ellerschans

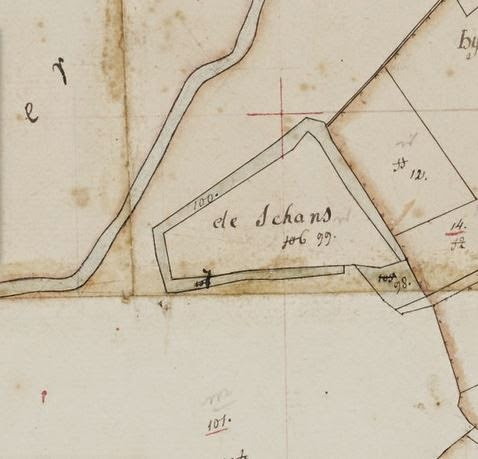
Ellerschans op het kadastraal plan van 1811-1832

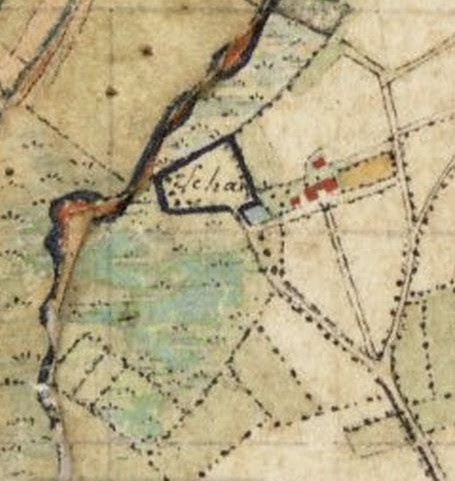
Ellerschans op de topografische kadasterkaart van 1896

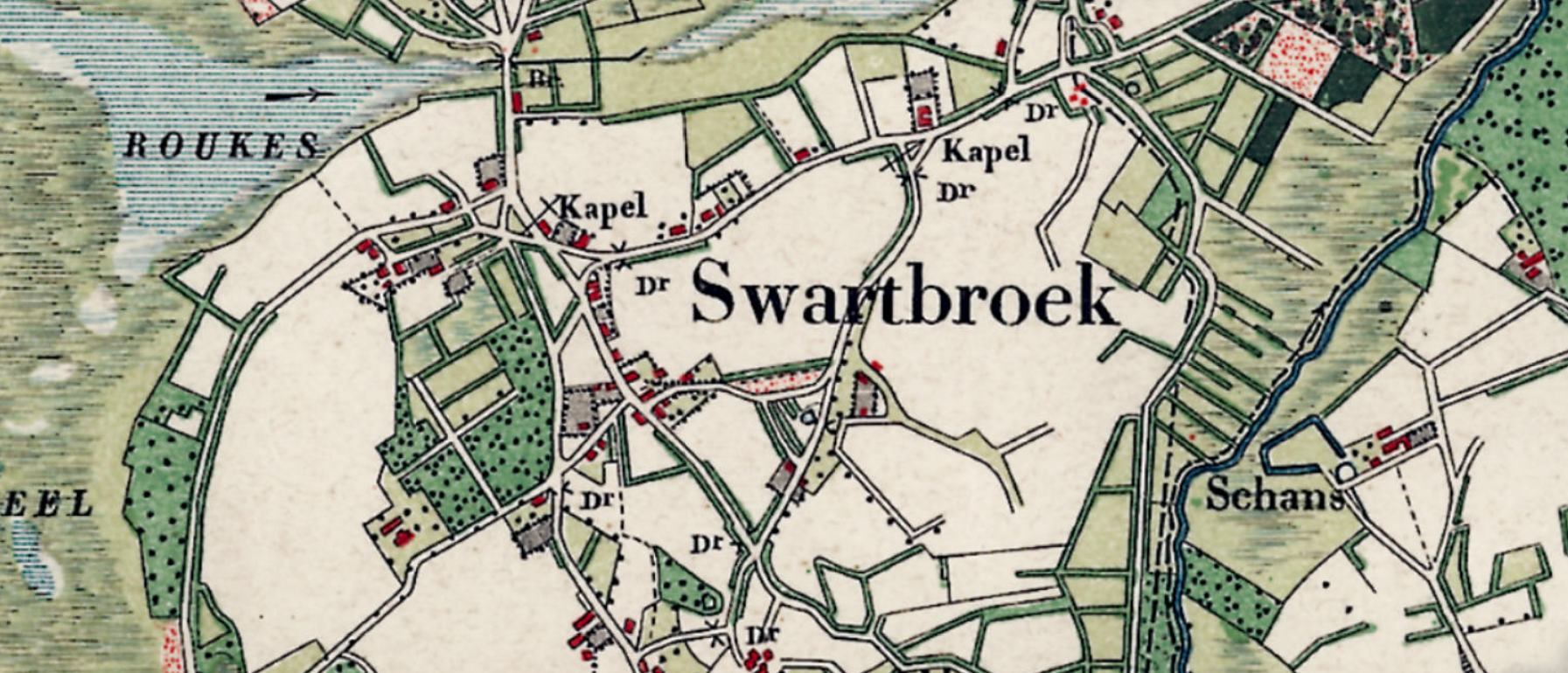
Schans van Swartbroek en de Ellerschans op de topografische militaire kaart van 1902

De Ellerschans was een boerenschans in de Nederlandse gemeente Leudal. De schans lag ten noordwesten van het dorp Ell aan de Tungelroyse Beek bij het gehucht Schans en ten zuidoosten van Swartbroek.
Op ongeveer 1400 meter naar het westen lag de schans van Swartbroek.

## Geschiedenis
Tijdens de Tachtigjarige Oorlog (1568-1648) moesten inwoners van kleinere plaatsen regelmatig vluchten voor plunderende soldaten. De inwoners trokken zich dan terug in schansen die ze zelf hadden opgeworpen.
Op de Nettekening van rond 1840 werd de schans reeds aangeduid.
In 2005 werd de boerenschans herontdekt toen men de Tungelroyse Beek verlegde. Op ongeveer 100 meter van de plaats van de oorspronkelijke schans werd de schans gereconstrueerd. Sinds april 2007 kan de gereconstrueerde schans bezocht worden.

## Constructie
De schans was ongelijkvormig met vier zijden en werd omgeven door een gracht die gevoed werd door de Tungelroyse Beek.